# اکسان والدز
اکسان والدز (به انگلیسی: Exxon Valdez) یک کشتی بود که طول آن ۳۰۰ متر (۹۸۰ فوت) بود. این کشتی در سال ۱۹۸۶ ساخته شد.